# Woods Of Desolation
Woods Of Desolation — австралийская блэк-метал-группа, основанная музыкантом Dolor в Вуллонгонге в 2005 году.

## История
Dolor воспользовался помощью Филлипа Найта, который стал исполнять вокальные и бас-гитарные партии. Группа переместилась в Великобританию на период 2005—2007 годов. Там музыканты записали два демо и два сплита с группами Vorkuta и Drohtnung, которые вышли очень ограниченным тиражом. В ранних записях музыканты занимаются импровизацией, экспериментируя с разными техниками игры.
Первый полноформатный альбом Toward The Depths был издан на компакт-дисках, виниле и на кассетах в 2008 году на трёх разных лейблах: Dark Adversary (Австралия), Obscure Abhorrence (Германия) и Hammer of Damnation (Бразилия) соответственно перечисленным форматам. Альбом записывался зимой 2007 года и изначально планировался как третье демо. Также этот альбом становится последним сотрудничеством Филлипа Найта с Woods Of Desolation. Позже в 2012 году альбом был переиздан лейблом Northern Silence Production.
Осенью-зимой 2008 года происходит запись нового мини-альбома Sorh (с др.-англ. — «печаль»), который фокусируется на личных записях. Здесь принимает участие Desolate из Austere в качестве вокалиста. Группа миновала некоторые проблемы и наконец-то выпустила EP в ноябре 2009 года на немецком лейбле Eisenwald тиражом в 1000 копий, а годом позже мини-альбом был переиздан на виниле. После его выпуска Woods Of Desolation временно становится «замороженным» проектом.
Вскоре Dolor восстанавливает проект, и 2009 год проходит за написанием нового материала, который будет представлен на втором полноформатном альбоме. Однако, Desolate заявил, что более не сможет уделять время Woods Of Desolation, поскольку он занят в других проектах. На его место на время приходит Tim (более известен как Sorrow из Austere и Grey Waters), который помимо вокальных, исполняет и ударные партии.
В таком составе в феврале 2011 года группа отправляется в студию, где происходит запись второго полноформатного альбома, который получает название Torn Beyond Reason. Релиз альбома состоялся 25 февраля 2011 года на Northern Silence Productions.
В июле 2011 года выходит сборник The Darkest Days, который включает ранние демозаписи, треки со сплитов и неизданные треки. Релиз выходит на двух дисках в диджипаке.
В 2014 году группа выпускает новый альбом под названием As The Stars.
Из этого альбома американский рэпер Sematary взял сэмпл песни "Like Falling Leaves", спел своим голосом, немного изменил, и так получилась песня "SLAUGHTER HOUSE" от Sematary

14 декабря 2021 года лейбл Season of Mist объявил о подписании контракта с группой и о выходе нового альбома. Dolor комментирует: 
«Я с гордостью сообщаю, что Woods of Desolation подписали контракт с Season of Mist! Для меня большая честь быть частью лейбла, принимающего так много влиятельных исполнителей, и я с нетерпением жду нашего совместного сотрудничества для предстоящего альбома — и за его пределами».

## Участники группы
- Dolor («D.») — ударные (2005—2010), бас-гитара (2008—2012), гитара (2005 — наши дни)

### Бывшие участники
- Филлип Найт («P. Knight») — бас-гитара, вокал (2005—2008)

### Сессионные участники
- Desolate — вокал
- Tim — ударные, вокал
- Vlad — ударные
- Luke Mills — бас-гитара
- Old — вокал

## Дискография

### Студийные альбомы и EP
- 2008 — Toward The Depths
- 2009 — Sorh
- 2011 — Torn Beyond Reason
- 2014 — As The Stars
- 2022 — The Falling Tide

### Сборники
- 2011 — The Darkest Days

### Демо-альбомы
- 2006 — Woods Of Desolation
- 2007 — …Of An Undying Cold
- 2014 — Unreleased Demo 2007

### Сплит-альбомы
- 2008 — Vorkuta / Woods of Desolation (сплит с Vorkuta)
- 2008 — Woods of Desolation / Drohtnung (сплит с Drohtnung)